# Kaap van de Drie Vorken

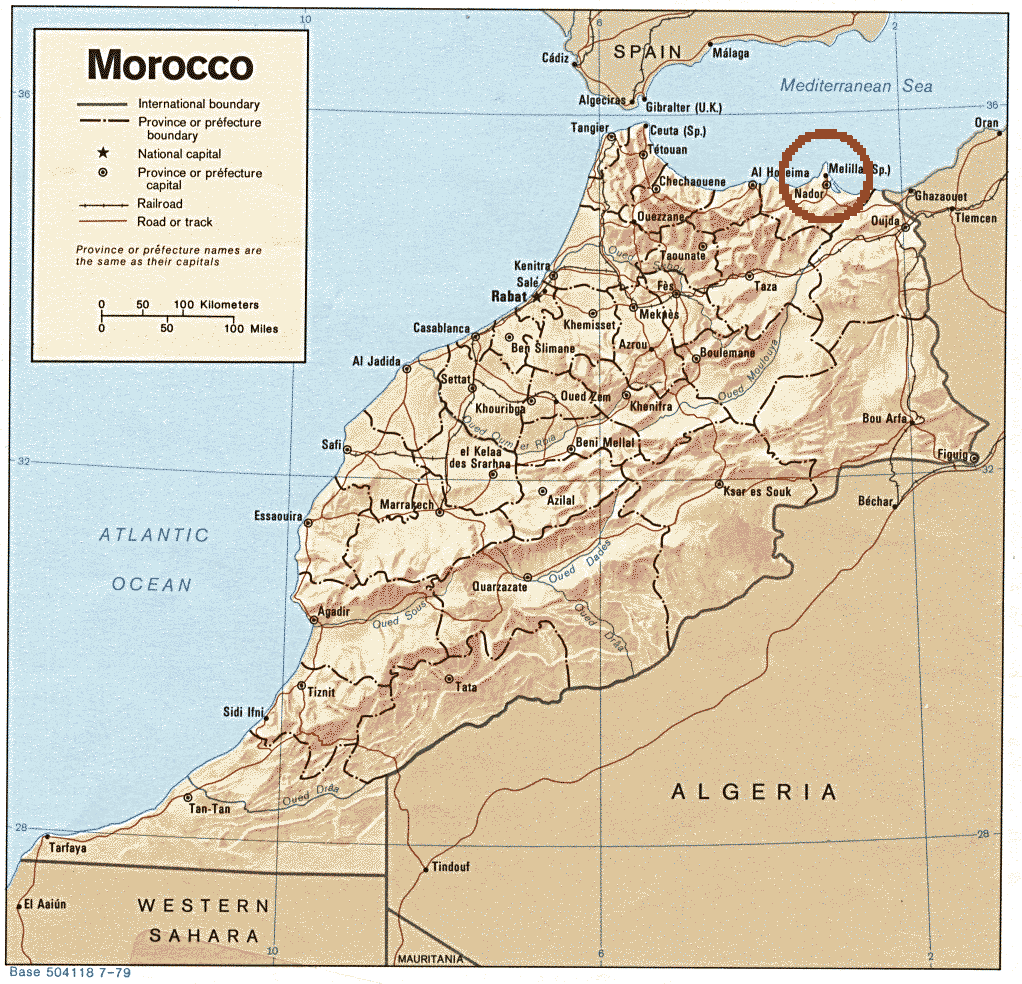
Een kaart van de Kaap van de Drie Vorken.

De Kaap van de Drie Vorken (Arabisch: Ras Tileta Madari) is een prominente kaap aan de Noord-Afrikaanse kust, ten noorden van het Rifgebergte, het uiteinde van een klein schiereiland gelegen in de wateren van de Middellandse Zee. Administratief behoort het grootste deel van de kaap tot Marokko, met uitzondering van de autonome stad Melilla, die tot Spanje behoort.
De belangrijkste steden van de Kaap zijn Nador en Melilla.